# Campeonato Europeo de scratch femenino
El Campeonato Europeo de scratch femenino es el campeonato de Europa de Puntuación organizado anualmente por la UEC. Se lleva disputando desde el 2014 dentro de los Campeonatos de Europa de ciclismo en pista.

## Palmarés
| Evento | Oro                  | Plata          | Bronce          |
| ------ | -------------------- | -------------- | --------------- |
| 2014   | Yevguéniya Romaniuta | Laurie Berthon | Elena Cecchini  |
| 2015   | Laura Trott          | Kirsten Wild   | Roxane Fournier |
| 2016   | Ausrine Trebaite     | Elinor Barker  | Kirsten Wild    |